# ハーヴィー・バーンズ
- ハーヴィー・バーンズ
- ハーヴェイ・バーンズ
- ハーベイ・バーンズ

ハーヴィー・バーンズ（Harvey Barnes、1997年12月9日 - ）はイングランドのサッカー選手。ポジションはMF。ニューカッスル・ユナイテッドFC所属。元イングランド代表。

## 経歴
9歳からレスター・シティの下部組織に所属し、2016年6月25日、プロ初契約を結びトップチームに昇格。
2016年12月7日、チャンピオンズリーグ、ポルト戦の76分、途中交代によりレスターでの公式戦初出場を記録。
2017年1月20日、MKドンズへレンタルされると、21試合に出場し6ゴールを獲得。MKドンズにおける年間最優秀若手選手賞を受賞した。
2017年7月21日、レスターと新たに4年間の契約にサインした。
2017年8月11日、チャンピオンシップのバーンズリーFCにシーズンレンタルで加入した。
2018年1月1日、レンタル先での好調ぶりからシーズン途中でリコールされると、4月19日のサウサンプトン戦にてプレミアリーグデビューを果たした。
2018年7月24日、新たに4年間の契約を結ぶ。7月初旬にリーズ・ユナイテッドFCとの期限付き移籍で合意していたが、28日に同ディビジョンに所属するウェストブロムウィッチ・アルビオンFCに移籍先を転換した。
2019年1月11日、リーグ戦26試合で9ゴールを挙げチームも昇格を狙える位置にいたが、再びローンバックされた。
4月20日、第22節ウェストハム戦にてレスターでの初ゴールを決めた。
2019年6月14日、新たに5年契約に署名した。
2020-21シーズン、リーグ戦を含む全コンペティション合わせて2桁ゴールをマークするなど好調ぶりを発揮するも、シーズン終盤には膝の怪我により戦線離脱を余儀なくされた。
2021年8月19日、2025年までの4年契約に新たに署名した。2021-22シーズン、リーグ3位タイとなる10アシストを決めてチームに貢献した。
2022-23シーズンはチーム最多の13ゴールを決めるなど活躍したもののチームは降格し、7月23日にニューカッスル・ユナイテッドFCへの完全移籍が発表された。

## 代表歴
各年代にて代表選出の経歴を持つ。
2017年のトゥーロン国際大会では6人のオーバーエイジ枠の1人として招集を受け、2017年5月29日のアンゴラ戦にてデビュー。
大会を通じて4ゴールを記録し、ゴールデンブーツを獲得した。
2017年9月28日、U20代表に召集され、2017年10月5日のイタリアとの親善試合に出場した。
2019年5月27日、UEFA_U-21欧州選手権2019に向けた23人のうちに招集され、6月21日のルーマニア戦に出場した。
2020年10月1日、イングランドのA代表に初招集。10月8日のウェールズ戦、途中交代にてデビューを果たした。

## 個人成績

### クラブ
2023-24シーズン終了時点
| クラブ                       | シーズン     | リーグ戦           | リーグ戦 | リーグ戦 | FAカップ | FAカップ | リーグカップ | リーグカップ | 国際大会 | 国際大会 | その他 | その他 | 合計 | 合計 |
| クラブ                       | シーズン     | ディビジョン       | 出場     | 得点     | 出場     | 得点     | 出場         | 得点         | 出場     | 得点     | 出場   | 得点   | 出場 | 得点 |
| ---------------------------- | ------------ | ------------------ | -------- | -------- | -------- | -------- | ------------ | ------------ | -------- | -------- | ------ | ------ | ---- | ---- |
| レスター・シティU-21/U-23    | 2016-17      | -                  | -        | -        | -        | -        | -            | -            | -        | -        | 4      | 0      | 4    | 0    |
| レスター・シティU-21/U-23    | 2017-18      | -                  | -        | -        | -        | -        | -            | -            | -        | -        | 1      | 0      | 1    | 0    |
| レスター・シティU-21/U-23    | 通算         | 通算               | -        | -        | -        | -        | -            | -            | -        | -        | 5      | 0      | 5    | 0    |
| レスター・シティ             | 2016-17      | プレミアリーグ     | 0        | 0        | 0        | 0        | 0            | 0            | 1        | 0        | 0      | 0      | 1    | 0    |
| レスター・シティ             | 2017-18      | プレミアリーグ     | 3        | 0        | 2        | 0        | -            | -            | -        | -        | -      | -      | 5    | 0    |
| レスター・シティ             | 2018-19      | プレミアリーグ     | 16       | 1        | -        | -        | -            | -            | -        | -        | -      | -      | 16   | 1    |
| レスター・シティ             | 2019-20      | プレミアリーグ     | 36       | 6        | 3        | 1        | 3            | 0            | -        | -        | -      | -      | 42   | 7    |
| レスター・シティ             | 2020-21      | プレミアリーグ     | 25       | 9        | 2        | 1        | 0            | 0            | 8        | 3        | -      | -      | 35   | 13   |
| レスター・シティ             | 2021-22      | プレミアリーグ     | 32       | 6        | 2        | 1        | 1            | 1            | 12       | 3        | 1      | 0      | 48   | 11   |
| レスター・シティ             | 2022-23      | プレミアリーグ     | 34       | 13       | 2        | 0        | 4            | 0            | -        | -        | -      | -      | 40   | 13   |
| レスター・シティ             | 通算         | 通算               | 146      | 35       | 11       | 3        | 8            | 1            | 21       | 6        | 1      | 0      | 187  | 45   |
| MKドンズ (loan)              | 2016-17      | リーグ1            | 21       | 6        | -        | -        | -            | -            | -        | -        | -      | -      | 21   | 6    |
| バーンズリー (loan)          | 2017-18      | チャンピオンシップ | 23       | 5        | -        | -        | 2            | 0            | -        | -        | -      | -      | 25   | 5    |
| WBA (loan)                   | 2018-19      | チャンピオンシップ | 26       | 9        | 0        | 0        | 2            | 0            | -        | -        | -      | -      | 28   | 9    |
| ニューカッスル・ユナイテッド | 2023-24      | プレミアリーグ     | 21       | 5        | 1        | 0        | 0            | 0            | 1        | 0        | -      | -      | 23   | 5    |
| キャリア通算                 | キャリア通算 | キャリア通算       | 237      | 60       | 12       | 3        | 12           | 1            | 22       | 6        | 6      | 0      | 289  | 70   |

### 代表
2020年10月8日現在
| 代表国       | 年   | 出場 | 得点 |
| ------------ | ---- | ---- | ---- |
| イングランド |      |      |      |
| 2020         | 1    | 0    |      |
| 通算         | 通算 | 1    | 0    |

## 獲得タイトル
レスター・シティ
- FAカップ：2020-21
- FAコミュニティ・シールド：2021

イングランド U18
- トゥーロン国際大会: 2017

個人
- MKドンズ 年間最優秀若手選手賞：2016-17
- デベロップメントチーム最優秀選手賞：2016-17
- トゥーロン国際大会ゴールデンブーツ：2017
- トゥーロン国際大会ベストイレブン：2017[12]